# После Гомера (Квинт Смирнский)

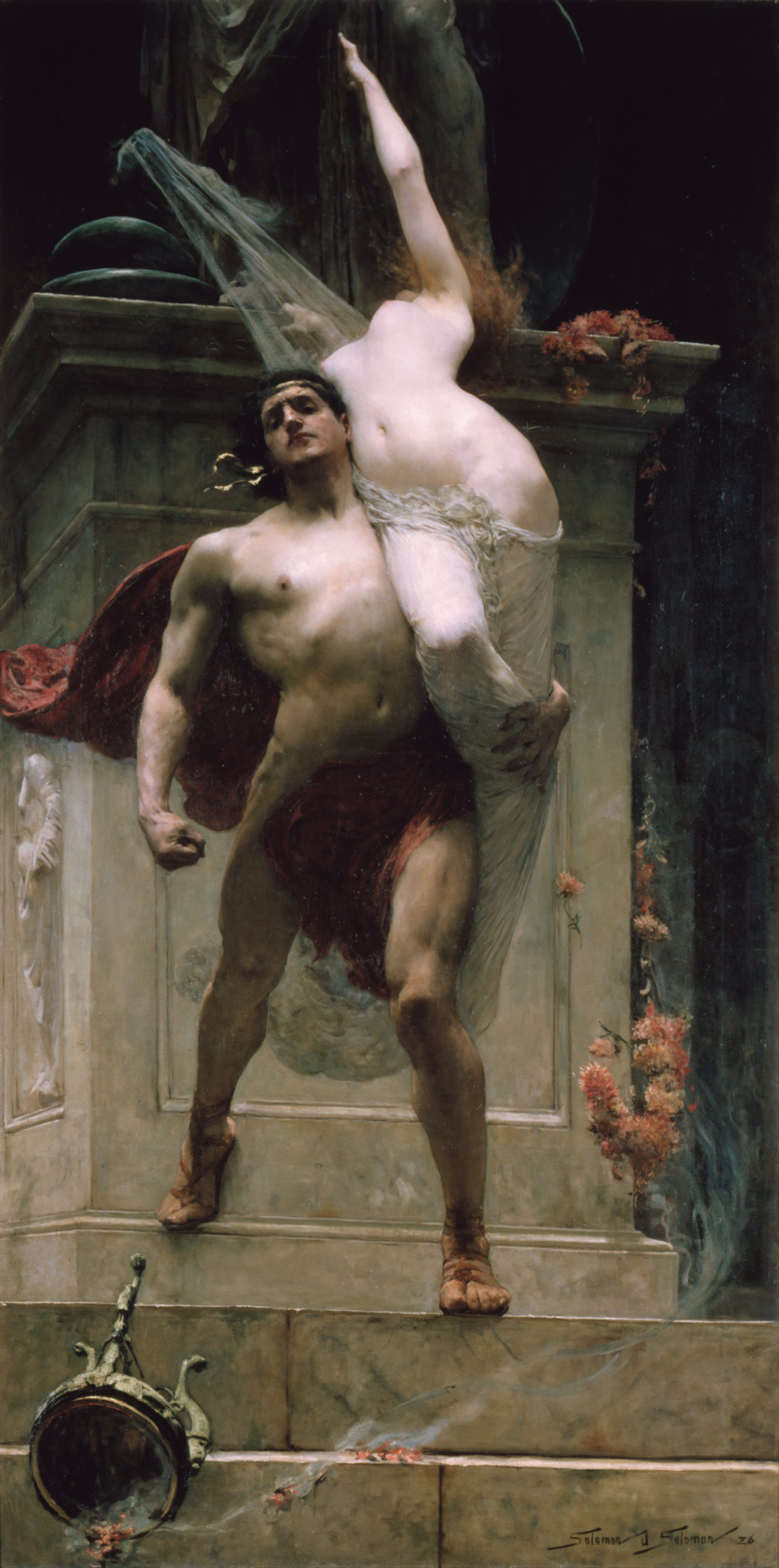
«Аякс и Кассандра». Соломон Соломон, 1886.

«После Гомера» (др.-греч. Τὰ μεθ'  Ὅμηρον; лат. Posthomerica) — эпос древнегреческого поэта Квинта Смирнского.

## Описание
В 14 книгах, содержащего в себе в виде продолжения «Илиады» историю Троянской войны от падения Гектора до возвращения греков. Не выдерживая сравнения с гомеровским эпосом, поэма Квинта для своего времени представляет выдающееся явление. Его источниками служили киклики, особенно «Эфиопида» Арктина, «Малая Илиада» Лесха и др.